# Fuego (vulkán)
A Fuego (spanyol nevének jelentése: tűz) egy aktív tűzhányó Guatemala déli részén. Ez az ország legaktívabb vulkánja, veszélyességi fokozata 14-es.

## Leírás
A 3763 méter magas rétegvulkán Guatemala déli részén, a Chiapasi-Sierra Madre hegységben található, a szunnyadó Acatenango vulkántól 3 km-re délre, Guatemalavárostól 40 km-re délnyugatra. Közigazgatásilag Escuintla, Chimaltenango és Sacatepéquez megye hármashatárán emelkedik.
A vulkán, amelyet mintegy 3000 m-es magasságig sűrű növényzet fed, afölött viszont csupasz, 1932-ig hegyes csúccsal rendelkezett, ekkor azonban egy kitörés következtében ez a csúcs elpusztult, a hegy magassága pedig mintegy 80 méterrel lecsökkent. Ez alkalommal egy hegyes szélű kráter alakult ki a tetején, amely peremének északkeleti részén történő lepusztulása miatt patkó alakúvá vált, így a későbbi kitörések során kiömlő láva nagy részben északkelet felé indult el. 1954-ben az egész kráter megtelt lávával, ma számos fumarola is található benne. A fő csúcstól 5–6 km távolságban, délkeleti irányban egy kicsi, növényzettel borított mellékkráter is található, amelyet azonban nem nagyon kutat és vizsgál senki.

## Kitörései
A 16. századi spanyol hódítás óta rendszeresek a feljegyzések a Fuego működéséről. Mivel azonban hosszú időszakokon keresztül folyamatosan aktív, ezért sokszor nehéz elkülöníteni az egyes aktív periódusokat egymástól. Hatókörében a 21. század elején mintegy 100 000 ember él, rájuk folyamatos veszélyt jelent. Jelentősebb kitörései vagy aktív időszakai a következők voltak:
1524-ben lángokat, 1581-ben hamut lövellt ki, 1582-ben pedig lávafolyása elpusztította San Pedro falut. 1585-ben piroklaszt-esőt, 1586-ban újabb kitörést produkált. 1586 és 1677 között vélhetően, de nem bizonyíthatóan tíz alkalommal is kitört, 1685-ben pedig arra a jelenségre lettek figyelmesek (valószínűleg ezt is a vulkán okozta), hogy a guatemalai csendes-óceáni partok mentén a vízben nagy mennyiségű habkő és növényi maradvány úszott. 1686-ban, 1689-ben, 1699-ben, 1702-ben, 1705-ben, 1706-ban és 1710-ben hamut bocsátott ki, sőt, 1717-ben a hamu elérte a mai Petén megye és Salvador területét is. Az 1730-as években egy nagy kitörés alkalmával keletkezett az a kráter, ami egészen 1932-ig volt látható a csúcson. 1773-ban, valószínűleg a Fuego működésének következtében erős földrengés pusztított a fővárosban, Antigua Guatemalában, amelynek következtében úgy döntöttek, átköltöztetik a fővárost egy másik helyre, a mai Guatemalavárosba. Az 1775-ös, az 1799-es, az 1829-es, az 1850-es, az 1852-es, az 1855-ös, az 1856-os, az 1857-es és az 1860-as kitörések jórészt csak hamukibocsátással jártak. 1880 májusában viszont egy erősebb kitörés következett be, ekkor Mazatenangóban és Retalhuleuban is hamu hullott, és valószínűleg dél felé lávafolyás is történt. Az 1917-es földrengés alkalmával a délnyugati részen nagy sziklaomlás volt, 1921 és 1927 között pedig fumarolikus aktivitást figyeltek meg, amely 1926-ban érte el legintenzívebb időszakát. Ebben az időszakban a kráter észak–déli irányban mért átmérője 75 méter, kelet–nyugati irányú átmérője kétszer ennyi lehetett.
Az 1932-es nagy kitörés során a vulkán hegyes csúcsa lepusztult, a kráter északkeleti irányban megnyílt. Guatemalavárosban négyzetméterenként 138 kg hamu hullott, de a hamu elérte Honduras és Salvador területét is. Lávafolyás nem volt, de izzó kövek lavinája igen. 1944-ben kisebb hamuesőt figyeltek meg, majd az 1953-ban kezdődő kitörés alkalmával az egész kráter megtelt lávával. 1957-ben igen magasra emelkedő hamufelhőt bocsátott ki, 1962-ben ismét lávafolyásra került sor, majd 1963-ban, 1967-ben és 1970-ben ismét hamu került a levegőbe a vulkánból, 1971-ben pedig ugyanezt a jelenséget kisebb lávafolyás is kiegészítette. 1974-ben olyan erős kitörést produkált, hogy az a mezőgazdaságban is károkat okozott, négy évvel később ismét lávát bocsátott ki. Az 1980-as évek végén főként gőzök és gázok távoztak belőle, kisebb rengések által kísérve. 1999-ben a hamukibocsátás mellett piroklaszt árt is megfigyeltek, majd 2002-től újabb, folyamatos aktív időszak kezdődött. A 2018. június 3-i nagy erejű kitörés következtében legalább 99 ember életét vesztette.

## Képek

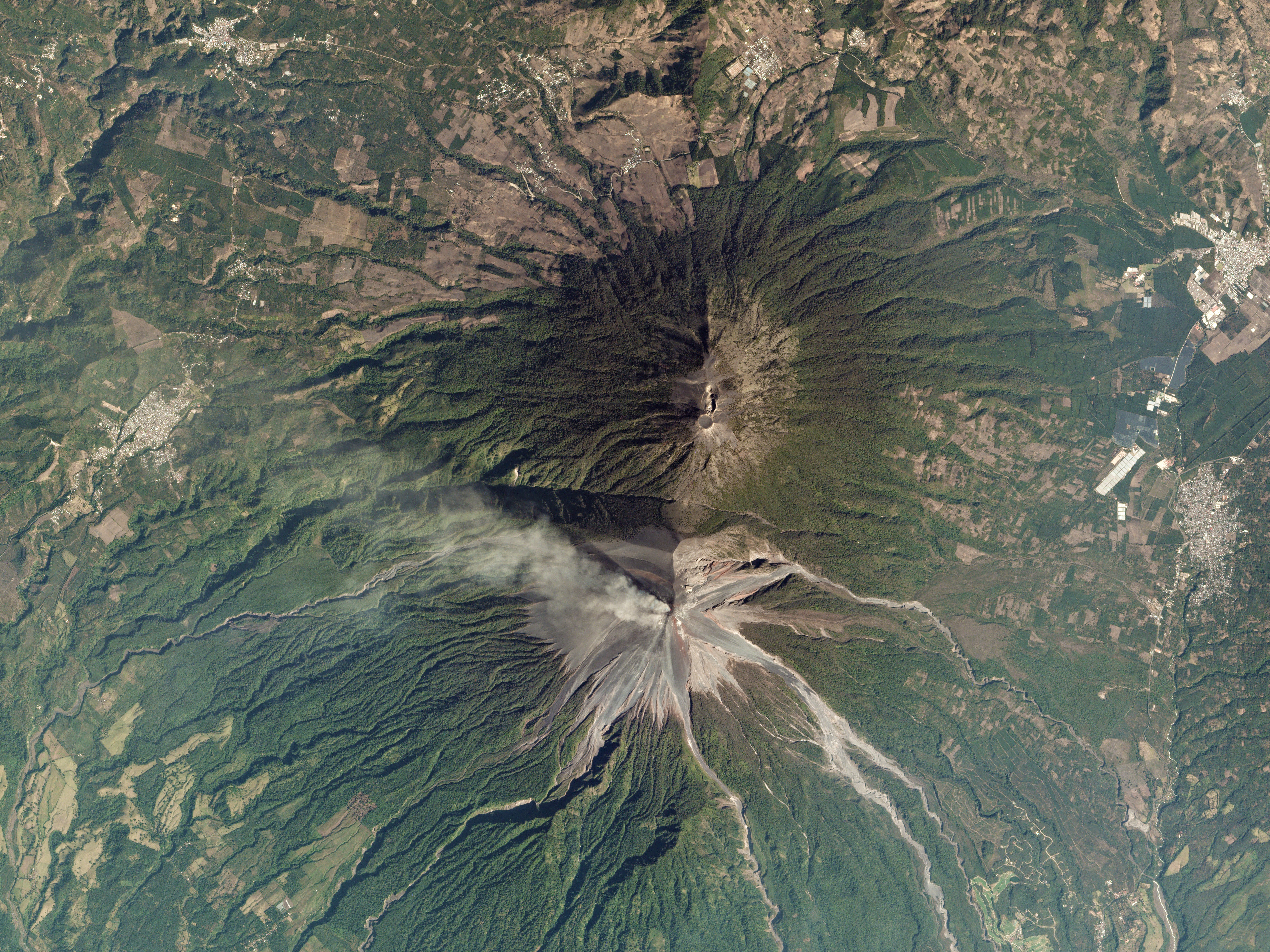
Az Acatenango (északon) és a Fuego (délen) fentről
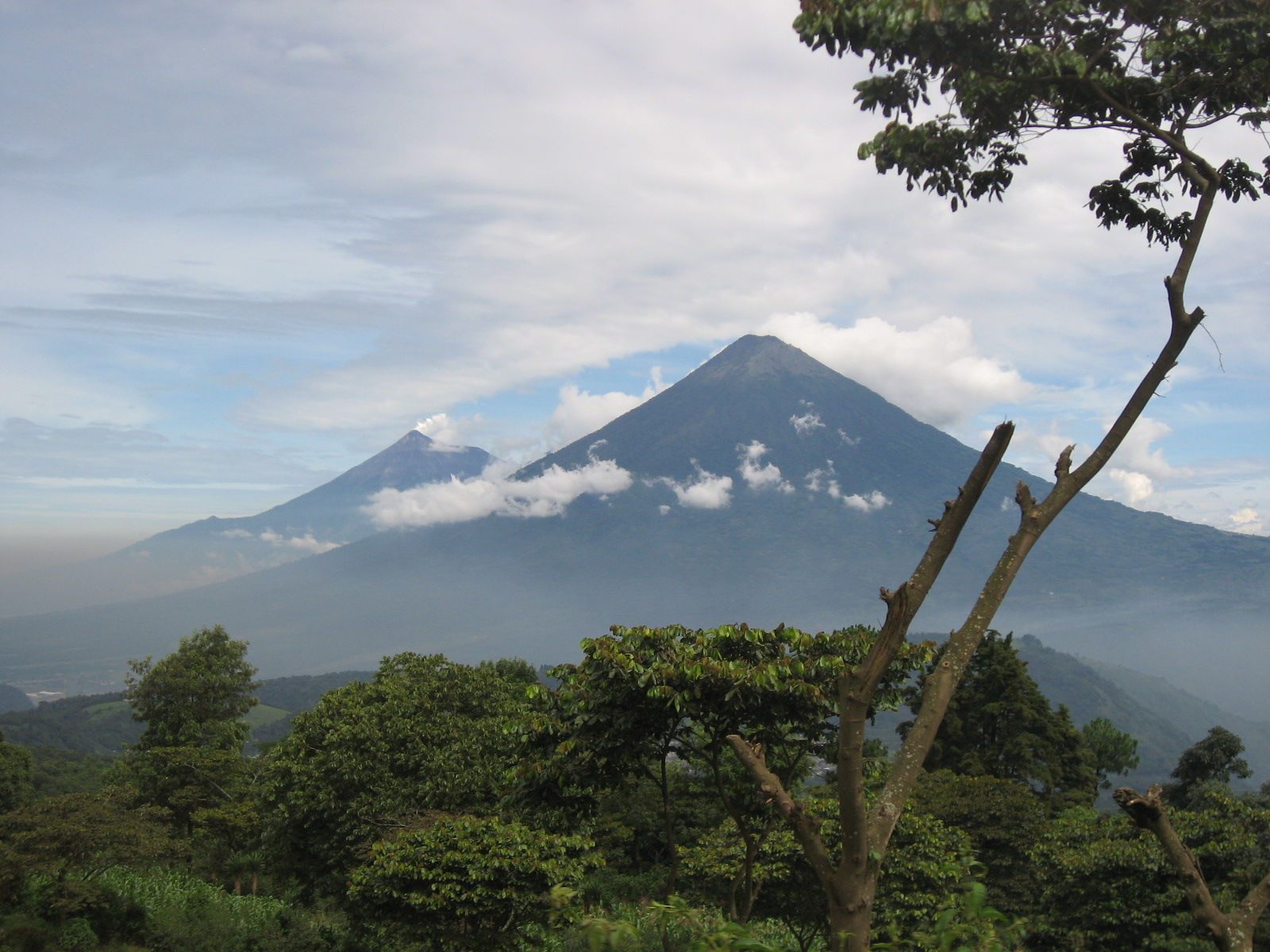
A Fuego és az Acatenango
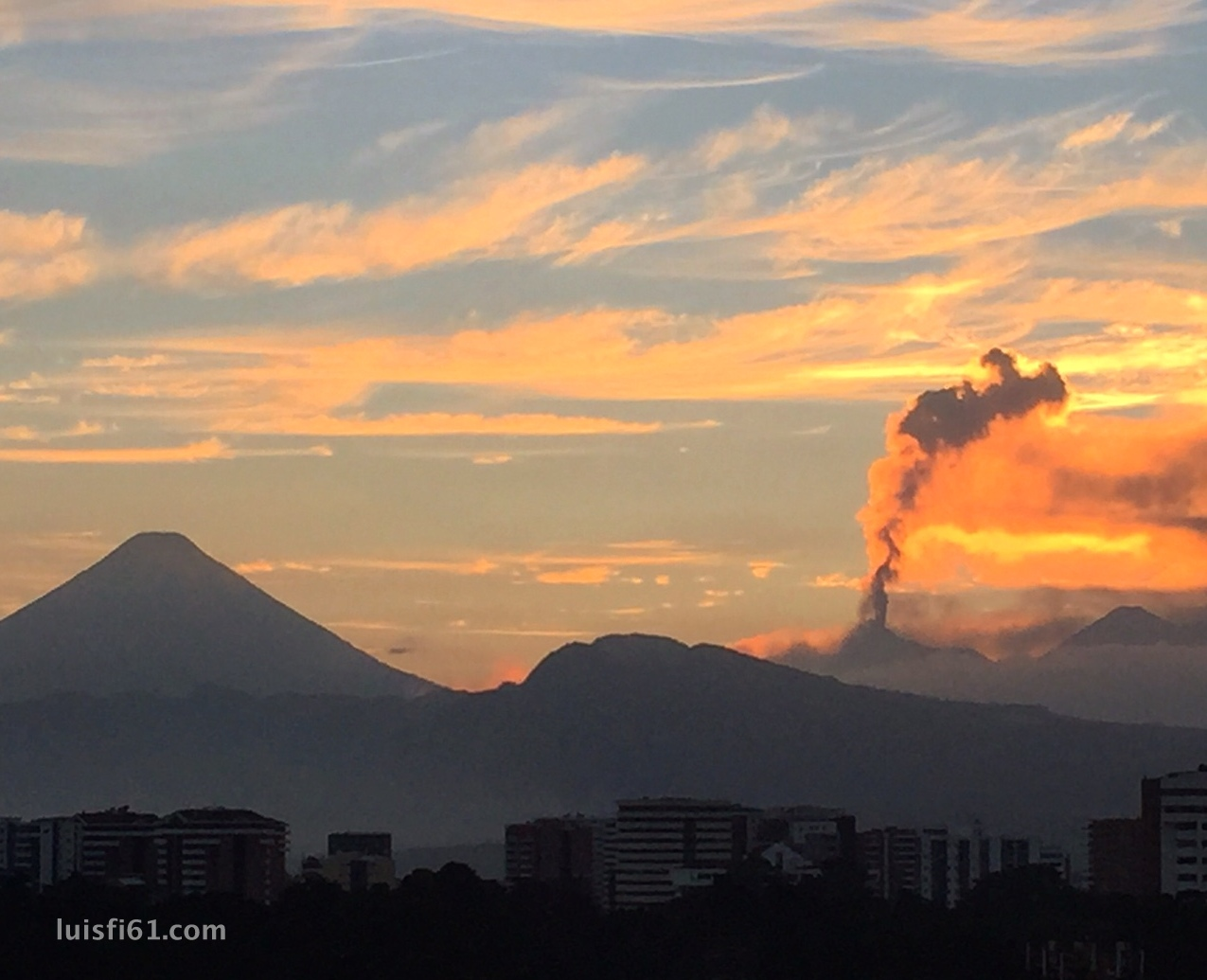
A füstölő Fuego
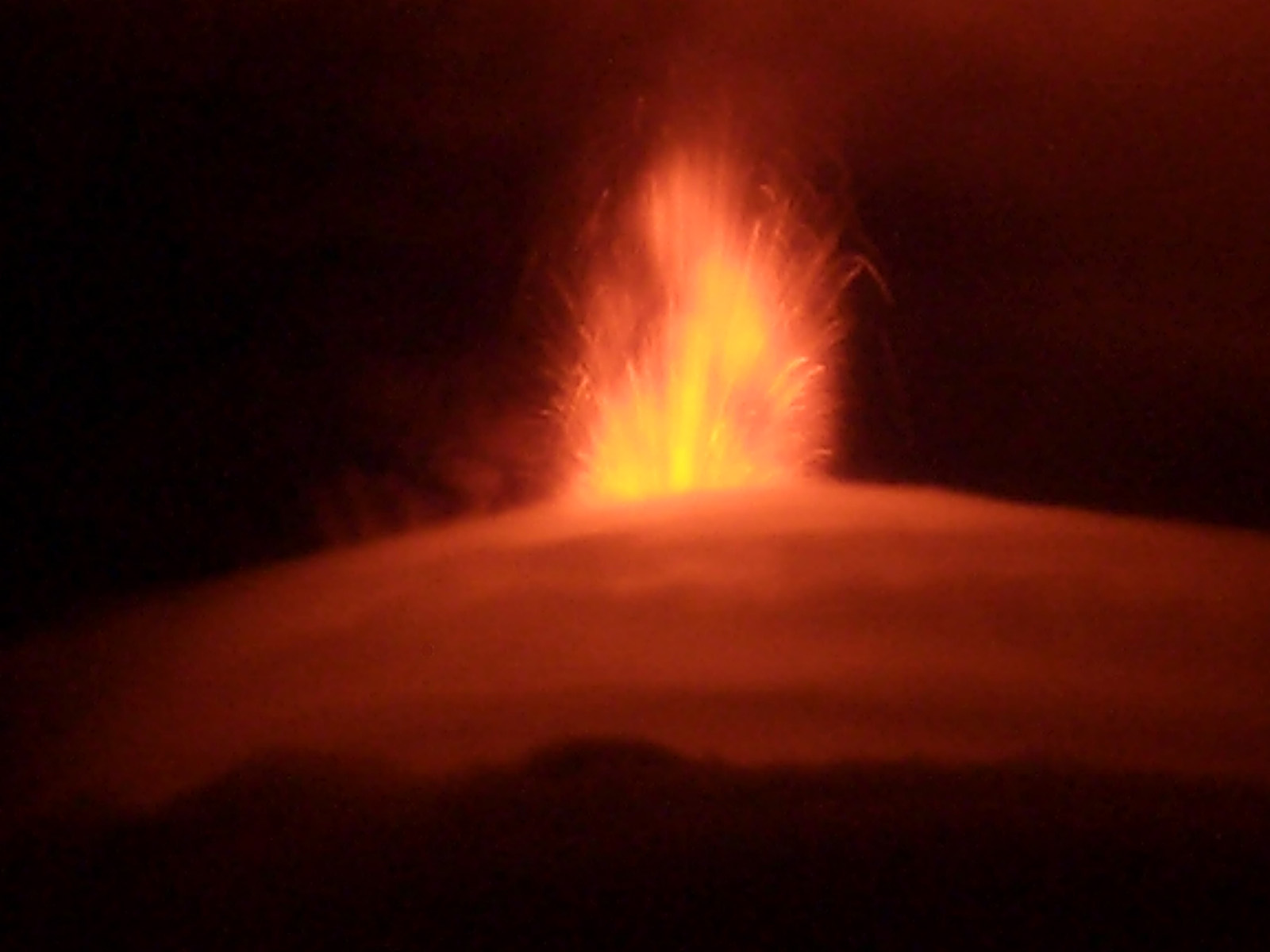
2007-es kitörés